# PLOS Computational Biology
PLOS Computational Biology (antes PLoS Computational Biology) es una revista publicada en contenido abierto por la Public Library of Science, una organización sin ánimo de lucro, en asociación con la Sociedad Internacional de Biología Informática (International Society for Computational Biology) (ISCB)
Todo el contenido de la revista se publica con licencia Creative Commons. La revista se publicó por primera vez en junio del 2005.

## Editores en jefe
2005
Philip E. Bourne, expresidente de la International Society for Computational Biology (ISCB), [Sociedad Internacional de Biología Computacional].
2012
En el concurso de 2012 organizado por la ISCB en colaboración con el WikiProject Computational Biology, un grupo de 130 editores supervisó los aproximadamente 1300 artículos sobre biología computacional disponibles en Wikipedia.comenzó el 9 de septiembre de 2012 (coincidiendo con el inicio de la Conferencia Europea de Biología Computacional) y finalizó cuatro meses después, el 10 de enero de 2013. Cada artículo presentado fue revisado para determinar la diferencia de calidad. En 2012 se presentaron 13 artículos de gran calidad tomados de Wikipedia, entre los cuales un jurado ISCB selección tres. 

En esa fecha la ISCB públicó el siguiente texto en PLOS Computational Biology: "Como la enciclopedia en línea más grande del mundo, Wikipedia se ha convertido en un recurso indispensable para quienes buscan información sobre todos los temas científicos y técnicos. El artículo de Bioinformática ha sido visitado 1.600 veces por día durante los últimos 3 meses.".
2016
Editores asociados, editores invitados o revisores pares en 2016. Durante el último año, PLOS Computational Biology contó con 403 miembros del consejo editorial y editores invitados para gestionar los 1715 artículos enviados a la revista, que fueron evaluados por más de 2500 revisores. Su esfuerzo permitió la publicación de más de 580 artículos rigurosos de acceso abierto.
2025
Feilim Mac Gabhann (Johns Hopkins University Baltimore, USA) y Virginia Pitzer (Yale School of Public Health, USA).

Mac Gabhann ha sido miembro del Consejo Editorial de PLOS Computational Biology durante ocho años, como Editor Asociado, Editor Adjunto y Editor Jefe Adjunto.
  Ginny Pitzer ha sido miembro del Consejo Editorial de PLOS Computational Biology desde 2017, donde anteriormente se desempeñó como Editora Asociada, Editora de Sección y Editora Jefe Adjunta.

## Métricas de revista
2024
- Web of Science Group : 4.475
- Índice h de Google Scholar: 217 (2025)
- Scopus: 4.534